# Mannschaftskader der polnischen Mannschaftsmeisterschaft im Schach 1968
Die Liste der Mannschaftskader der polnischen Mannschaftsmeisterschaft im Schach 1968 enthält (soweit bekannt) alle Spieler, die in der Endrunde der polnischen Mannschaftsmeisterschaft im Schach 1968 mindestens einmal eingesetzt wurden, mit ihren Ergebnissen.

## Allgemeines
Punktbester Spieler war Jerzy Lewi (Maraton Warszawa) mit 10 Punkten aus 11 Partien. Kazimierz Plater (Legion Warszawa) erreichte 9,5 Punkte aus 11 Partien, Hanna Ereńska (Pocztowiec Poznań), Konstanty Kaiszauri (Legion Warszawa) und Jacek Bielczyk (Start Katowice) je 8 Punkte aus 11 Partien.

## Legende
Die nachstehenden Tabellen enthalten folgende Informationen:
- Nr.: Ranglistennummer; ein zusätzliches „J“ bezeichnet Jugendliche, ein zusätzliches „W“ Frauen
- Titel: FIDE-Titel zum Zeitpunkt des Turniers; IM = Internationaler Meister, WIM = Internationale Meisterin der Frauen
- Pkt.: Anzahl der erreichten Punkte
- Partien: Anzahl der gespielten Partien

## KS Maraton Warszawa
| Nr. | Titel | Name                     | Pkt. | Partien |
| --- | ----- | ------------------------ | ---- | ------- |
| 1   |       | Romuald Grąbczewski      | 7,5  | 11      |
| 2   |       | Stefan Witkowski         | 5    | 11      |
| 3   |       | Stefan Brzózka           | 7    | 11      |
| 4   |       | Jerzy Lewi               | 10   | 11      |
| 5   |       | Marian Kwieciński        | 6,5  | 11      |
| 6   |       | Wiesław Juchimiuk        | 3    | 6       |
| 7   |       | Bogdan Kusiński          | 2    | 3       |
| 8   |       | Jerzy Orczyk             | 0,5  | 1       |
| 9   |       | Leszek Adasiak           | 0,5  | 1       |
| J1  |       | Aleksander Sznapik       | 8    | 11      |
| W1  |       | Elżbieta Kowalska-Lipska | 6    | 9       |
| W2  |       | Lilla Oboron             | 1,5  | 2       |

## WKSz Legion Warszawa
| Nr. | Titel | Name                  | Pkt. | Partien |
| --- | ----- | --------------------- | ---- | ------- |
| 1   |       | Andrzej Filipowicz    | 4,5  | 11      |
| 2   |       | Rafał Marszałek       | 6    | 8       |
| 3   |       | Janusz Szukszta       | 6,5  | 8       |
| 4   | IM    | Kazimierz Plater      | 9,5  | 11      |
| 5   |       | Andrzej Pytlakowski   | 3,5  | 6       |
| 6   |       | Stanisław Gawlikowski | 4    | 9       |
| 7   |       | Marek Fijałkowski     | 2,5  | 3       |
| 8   |       | Leon Tomaszewicz      | 3,5  | 6       |
| 9   |       | Janusz Vobożil        | 2,5  | 4       |
| J1  |       | Konstanty Kaiszauri   | 8,5  | 11      |
| W1  |       | Jolanta Szota         | 4    | 7       |
| W2  | WIM   | Mirosława Litmanowicz | 1    | 4       |

## KS Start Katowice
| Nr. | Titel | Name                   | Pkt. | Partien |
| --- | ----- | ---------------------- | ---- | ------- |
| 1   |       | Henryk Śliwiński       | 5,5  | 11      |
| 2   |       | Adam Dzięciołowski     | 6    | 10      |
| 3   |       | Wacław Łuczynowicz     | 4    | 5       |
| 4   |       | Wiktor Balcarek        | 2    | 6       |
| 5   |       | Stanisław Kornasiewicz | 7    | 10      |
| 6   |       | Marek Szpakowski       | 4    | 9       |
| 7   |       | Zygmunt Kloza          | 4    | 8       |
| 8   |       | Stefan Kipiński        | 3    | 6       |
| 9   |       | Antoni Sieroń          | 0    | 1       |
| J1  |       | Jacek Bielczyk         | 8,5  | 11      |
| W1  | WIM   | Krystyna Radzikowska   | 6    | 9       |
| W2  |       | Aleksandra Szpakowska  | 1    | 2       |

## MKS Start Lublin
| Nr. | Titel | Name                 | Pkt. | Partien |
| --- | ----- | -------------------- | ---- | ------- |
| 1   | IM    | Jacek Bednarski      |      |         |
| 2   |       | Krzysztof Pytel      | 8    | 11      |
| 3   |       | Zbigniew Jamroz      |      |         |
| 4   |       | Ryszard Czermiński   |      |         |
| 5   |       | Krzysztof Zakrzewski | 4,5  | 6       |
| 7   |       | Zdzisław Wojcieszyn  | 7    | 11      |
| 8   |       | Tadeusz Lipski       |      |         |
| J1  |       | Sławomir Wach        |      |         |
| W1  |       | Anna Jurczyńska      | 6,5  | 9       |

## MZKS Pocztowiec Poznań
| Nr. | Titel | Name                   | Pkt. | Partien |
| --- | ----- | ---------------------- | ---- | ------- |
| 1   | IM    | Włodzimierz Schmidt    | 7    | 11      |
| 2   |       | Przemysław Ereński     |      |         |
| 3   |       | Adam Mięsowicz         |      |         |
| 4   |       | Marian Nowacki         |      |         |
| 5   |       | Julian Gralka          | 7    | 10      |
| 6   |       | Lech Tarkowski         |      |         |
| 7   |       | Eugeniusz Półtorak     | 8    | 10      |
| J1  |       | Włodzimierz Kruszyński |      |         |
| W1  |       | Hanna Ereńska          | 8,5  | 11      |

## WKSz Wrocław
| Nr. | Titel | Name                       | Pkt. | Partien |
| --- | ----- | -------------------------- | ---- | ------- |
| 1   |       | Benedykt Serwiński         | 7    | 11      |
| 2   |       | Zdzisław Kwaśniewski       |      |         |
| 3   |       | Janusz Śledziewski         |      |         |
| 4   |       | Władysław Paczuski         |      |         |
| 5   |       | Tadeusz Drelinkiewicz      | 7,5  | 10      |
| 7   |       | Krzysztof Lembke           | 6,5  | 10      |
| J1  |       | Andrzej Maciejczak         |      |         |
| W1  |       | Danuta Samolewicz-Owczarek |      |         |

## SKS Start Łódź
| Nr. | Titel | Name                | Pkt. | Partien |
| --- | ----- | ------------------- | ---- | ------- |
| 1   |       | Witold Balcerowski  | 8    | 11      |
| 2   |       | Horst Podolski      |      |         |
| 3   |       | Wiktor Matkowski    |      |         |
| 4   |       | Andrzej Łuczak      | 7    | 11      |
| 5   |       | Jan Gadaliński      |      |         |
| 6   |       | Mirosław Poszwiński |      |         |
| J1  |       | Bogdan Redlich      |      |         |
| W1  |       | Anna Hellwig        |      |         |

## KS Hutnik Nowa Huta
| Nr. | Titel | Name                  | Pkt. | Partien |
| --- | ----- | --------------------- | ---- | ------- |
| 1   | IM    | Jerzy Kostro          |      |         |
| 2   |       | Ryszard Gąsiorowski   | 7,5  | 11      |
| 3   |       | Kazimierz Steczkowski | 7    | 11      |
| 4   |       | Józef Lesiak          |      |         |
| 5   |       | Stanisław Porębski    |      |         |
| 6   |       | Andrzej Grobler       | 6    | 11      |
| J1  |       | Zbigniew Nagrocki     |      |         |
| W1  |       | Maria Gąsiorowska     |      |         |

## WKS Flota Gdynia
| Nr. | Titel | Name                  | Pkt. | Partien |
| --- | ----- | --------------------- | ---- | ------- |
| 1   |       | Stanisław Szczepaniec |      |         |
| 2   |       | Józef Roszkowski      |      |         |
| 3   |       | Wojciech Święcicki    |      |         |
| 4   |       | Rudolf Hoffman        |      |         |
| 5   |       | Zygmunt Pioch         | 7    | 10      |
| 6   |       | Bogdan Rosiak         |      |         |
| J1  |       | Andrzej Sadowski      |      |         |
| W1  |       | Władysława Górska     |      |         |

## KS Anilana Łódź
| Nr. | Titel | Name                 | Pkt. | Partien |
| --- | ----- | -------------------- | ---- | ------- |
| 1   |       | Tadeusz Żółtek       |      |         |
| 2   |       | Jan Łachut           |      |         |
| 3   |       | Romuald Grzelak      |      |         |
| 4   |       | Jan Piechota         |      |         |
| 5   |       | Andrzej Najdekier    |      |         |
| 6   |       | Bolesław Skośkiewicz |      |         |
| J1  |       | Kamiński             |      |         |
| W1  |       | Genowefa Kocik       |      |         |

## KS Łączność Lublin
| Nr. | Titel | Name                | Pkt. | Partien |
| --- | ----- | ------------------- | ---- | ------- |
| 1   |       | Tomasz Murat        |      |         |
| 2   |       | Mieczysław Burdaś   |      |         |
| 3   |       | Andrzej Kałuszyński |      |         |
| 4   |       | Tadeusz Pieprzowski |      |         |
| 5   |       | Rosiecki            |      |         |
| 6   |       | Zenon Gosek         |      |         |
| J1  |       | Zbigniew Księski    |      |         |
| W1  |       | Irena Kasprzyk      |      |         |

## KKSz Kraków
| Nr. | Titel | Name               | Pkt. | Partien |
| --- | ----- | ------------------ | ---- | ------- |
| 1   |       | Józef Stokłosa     |      |         |
| 2   |       | Jacek Ruszczycki   |      |         |
| 3   |       | Stefan Leśniak     |      |         |
| 4   |       | Czesław Wesołowski |      |         |
| 5   |       | Andrzej Pelczar    |      |         |
| 6   |       | Kazimierz Madeja   |      |         |
| J1  |       | Leszek Wilk        |      |         |
| W1  |       | Jadwiga Kołacz     |      |         |